# Sybil Newall
Sybil Fenton Newall (17 de octubre de 1854-24 de junio de 1929) fue una deportista británica que compitió en tiro con arco, en la modalidad de arco recurvo. Participó en los Juegos Olímpicos de Londres 1908, obteniendo una medalla de oro en la prueba doble ronda nacional.

## Palmarés internacional
| Juegos Olímpicos | Juegos Olímpicos      | Juegos Olímpicos | Juegos Olímpicos     |
| Año              | Lugar                 | Medalla          | Prueba               |
| ---------------- | --------------------- | ---------------- | -------------------- |
| 1908             | Londres (Reino Unido) | Medalla de oro   | Doble ronda nacional |